# Philip Candelas
Philip Candelas (Londres, 24 de outubro de 1951) é um matemático e físico britânico.
É desde 1999 professor da Cátedra Rouse Ball de Matemática da Universidade de Oxford.